# Tonpheung
Tonpheung là một huyện (muang, mường)  thuộc tỉnh Bokeo ở tây bắc nước Lào. Đây là huyện cực tây của Lào, nằm tại Tam giác Vàng và có biên giới với Thái Lan và Myanmar. Do đó, trong quá khứ có nhiều cuộc xung đột đã ảnh hưởng đến huyện, nhất là vì thuốc phiện.

## Hành chính
| - Ban Aychai - Ban Ayseng - Ban Bo-Mai - Ban Chaboti - Ban Chacho - Ban Chado - Ban Chaibo - Ban Chakham - Ban Chakhu - Ban Chalo - Ban Chap - Ban Chauva - Ban Ghapa - Ban Hali Tia - Ban Ho - Ban Houapo - Ban Houayboulao - Ban Houaynamnga - Ban Kang - Ban Kokka - Ban Koung - Ban Kouy - Ban Kouychakhu - Ban Lohi - Ban Mai - Ban Mai-Muangkhon - Ban Meo Noua Nam Lave - Ban Meung - Ban Meung Hong - Ban Muanghoung - Ban Muangkang-Nua - Ban Namhoy | - Ban Namkhali - Ban Namkhayao - Ban Namlem - Ban Nong Kha - Ban Oko - Ban Pan Po Boung - Ban Paxot - Ban Pbangoua - Ban Phagnalouaogkhamping - Ban Phangoua - Ban Phoulao - Ban Sen - Ban Senphonuang - Ban Sen Po Meung - Ban Ta Hou - Ban Taxoum-Mai - Ban Thakate - Ban Tolo - Ban Tongpalang - Ban Tongpot - Ban Xang - Ban Xiang - Ban Xiangkheng - Khas Khouis - Mugne |